# Joseph de Bériot
Joseph-Xavier de Bériot (Leuven, 17 juli 1764 - Veurne, 20 oktober 1819) was burgemeester van Leuven van 1800 tot 1808. Daarnaast was hij groothandelaar en notaris.

## Levensloop
Toen de Franse revolutionaire troepen in november 1792 een eerste maal de Zuidelijke Nederlanden veroverden, liet de Bériot zich opmerken als clubist. Na de tweede Franse verovering, in juni 1794, vervulde hij allerlei bestuurlijke functies. Hij was onder meer 'conseiller administrateur' van het Dijledepartement. In 1800 werd hij burgemeester van Leuven, wat hij bleef tot 1808.
Tijdens een staatsbezoek van Napoleon Bonaparte op 30 juli 1803 maakte de Bériot vruchteloos zijn beklag over het sluiten van de Leuvense universiteit in 1797 en het stilleggen van het vrachtverkeer op de Leuvense Vaart, waardoor de Leuvense economie doodbloedde.
Van 1810 tot 1816 was de Bériot actief als notaris in Aarschot. In 1818 werd hij griffier bij de rechtbank van eerste aanleg van Veurne.

## Familie
Op 21 oktober 1798 trouwde de Bériot in Brussel met Petronille Anne Magdeleine Van Bever. Later hertrouwde hij, met Barbara Boels.
Hij was de oom van de violist Charles Auguste de Bériot.